# Пантелей Володимир Миколайович
Володимир Миколайович Пантелей (3 травня 1945 , Золочів, Харківська область  — 17 квітня 2000 ) — український радянський легкоатлет, що спеціалізується на бігу на середні дистанції, учасник Олімпійських ігор (1972 рік), призер чемпіонату Європи в приміщенні.

## Кар'єра
| Рік              | Змагання                      | Місто                | Місце            | Дисципліна       | Примітки         |
| Представник СРСР | Представник СРСР              | Представник СРСР     | Представник СРСР | Представник СРСР | Представник СРСР |
| ---------------- | ----------------------------- | -------------------- | ---------------- | ---------------- | ---------------- |
| 1969             | Чемпіонат Європи              | Афіни, Греція        | 10               | 1500 метрів      | 3:45.0           |
| 1970             | Чемпіонат Європи в приміщенні | Відень, Австрія      | 3                | 1500 метрів      | 3:49.8           |
| 1971             | Чемпіонат Європи в приміщенні | Софія, Болгарія      | 2                | 1500 метрів      | 3:41.5           |
| 1971             | Чемпіонат Європи              | Гельсінкі, Фінляндія | 10               | 1500 метрів      | 3:42.90          |
| 1972             | Олімпійські ігри              | Мюнхен, Німеччина    | 8                | 1500 метрів      | 3:40.24          |
| 1974             | Чемпіонат Європи              | Рим, Італія          | 5                | 1500 метрів      | 3:41.4           |